# Presidential Unit Citation
Presidential Unit Citation (angl.) je vyznamenání udělované vojenským jednotkám ozbrojených sil Spojených států a jejich spojencům za mimořádné hrdinství v boji proti ozbrojenému nepříteli USA, a to od 7. prosince 1941 (den útoku na Pearl Harbor a den zapojení amerických jednotek do bojů druhé světové války). Jednotka musí prokázat statečnost, odhodlanost a bojovou morálku během plnění úkolu v těžkých a nebezpečných podmínkách a rovněž nastolit vyšší standard plnění úkolu, než jednotky, které se jeho plnění rovněž zúčastnily.